# 헨리 플러머

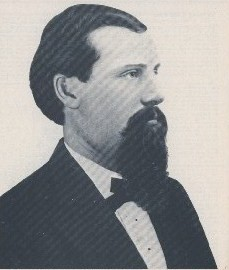

헨리 플러머(Henry Plummer, 1832년 ~ 1864년)는 1850년대에서 1860년대에 걸쳐 활동한 미국의 금광투기자, 정부 관료, 무법자이다. 몬태나주에서 보안관으로 선출되어 1863년에서 1864년까지 재임했는데, 이 기간 동안 이노센츠라는 노상강도 갱단의 두목 노릇을 했다. 플러머는 1864년 1월 10일 체포되어 다른 노상강도 둘과 함께 재판도 없이 약식으로 목이 매달렸다.